# Curimopsis indicus
Curimopsis indicus là một loài bọ cánh cứng trong họ Byrrhidae. Loài này được Puetz miêu tả khoa học năm 2000.